# Metaselenca
Metaselenca is een geslacht van hooiwagens uit de familie Assamiidae.
De wetenschappelijke naam Metaselenca is voor het eerst geldig gepubliceerd door Roewer in 1912. 

## Soorten
Metaselenca is monotypisch en omvat slechts de volgende soort:
- Metaselenca halbum